# Katarina Rimpi
Ella Katarina Rimpi, född 26 april 1978 i Porjus församling, Norrbottens län, är en svensk-samisk konsthantverkare, målare och sångare.

## Biografi
Katarina Rimpi växte upp i Ålloluokta på södra sidan av Stora Lulevatten. Hon utbildade sig vid Umeå Universitet på utbildningen Teknisk Fysik samt i duodji vid Samernas utbildningscentrum i Jokkmokk och i konst på Sunderby folkhögskola.  Hon startade 2008 tillsammans med sångerskan och arrangören Mandy Senger folkpopbandet Jarŋŋa ("den vidaste delen av sjön"). Som konsthanverkare arbetar hon i horn och trä. 
Katarina Rimpi bor i Jokkmokk.

## Diskografi
- Jarŋŋa 2011 (sånger på lulesamiska)
- Edge Of Time 2020